# Катаріна Ліндквіст
Катаріна Ліндквіст (швед. Anna Catarina Lindqvist Ryan,нар. 13 червня 1963) — колишня професійна шведська тенісистка.
Здобула п'ять одиночних титулів туру WTA.
Найвищу одиночну позицію світового рейтингу — 10 місце досягнула 15 квітня 1985, парну — 29 місце — 11 квітня 1988 року.
Перемагала таких тенісисток як Штеффі Граф, Вірджинія Вейд, Пем Шрайвер, Гана Мандлікова, Венді Тернбулл, Мануела Малеєва, Наталі Тозья, Діанне Фромгольтц, Гелена Сукова, Клаудія Коде-Кільш, Зіна Гаррісон, Кеті Джордан, Джо Дьюрі і Наташа Звєрєва.
Завершила кар'єру 1992 року.

## Фінали Туру WTA

### Одиночний розряд: 10 (5–5)
| Перемога — Легенда            |
| ----------------------------- |
| Турніри Великого шолома (0–0) |
| Турніри WTA Tour (0–0)        |
| Tier I (0–0)                  |
| Tier II (0–0)                 |
| Tier III (0–0)                |
| Tier IV (1–1)                 |
| Tier V (1–0)                  |
| Virginia Slims (3–4)          |

| Титули за покриттям |
| ------------------- |
| Тверде (2–1)        |
| Трава (0–0)         |
| Ґрунт (0–1)         |
| Килим (3–3)         |

| Результат | W/L | Дата | Турнір                                       | Покриття  | Опонент             | Рахунок  |
| --------- | --- | ---- | -------------------------------------------- | --------- | ------------------- | -------- |
| Перемога  | 1–0 | 1984 | Hershey, U.S.                                | Килим (i) | Бет Герр            | 6–4, 6–0 |
| Перемога  | 2–0 | 1984 | Porsche Tennis Grand Prix, Західна Німеччина | Килим (i) | Штеффі Граф         | 6–1, 6–4 |
| Перемога  | 3–0 | 1984 | Ginny Championships 1985, \|U.S.             | Тверде    | Террі Голледей      | 6–3, 6–1 |
| Поразка   | 3–1 | 1985 | Princeton, U.S.                              | Килим (i) | Гана Мандлікова     | 3–6, 5–7 |
| Поразка   | 3–2 | 1985 | Porsche Tennis Grand Prix, Західна Німеччина | Килим (i) | Пем Шрайвер         | 1–6, 5–7 |
| Поразка   | 3–3 | 1986 | Брайтон, UK                                  | Килим (i) | Штеффі Граф         | 3–6, 3–6 |
| Поразка   | 3–4 | 1987 | Swedish Open, Швеція                         | Ґрунт     | Сандра Чеккіні      | 4–6, 4–6 |
| Поразка   | 3–5 | 1989 | Sydney International, Австралія              | Тверде    | Мартіна Навратілова | 2–6, 4–6 |
| Перемога  | 4–5 | 1990 | Japan Open (теніс), Японія                   | Тверде    | Елізабет Смайлі     | 6–3, 6–2 |
| Перемога  | 5–5 | 1991 | Осло, Норвегія                               | Килим (i) | Раффаелла Реджі     | 6–3, 6–0 |

### Парний розряд: 2 (0–2)
| Перемога — Легенда            |
| ----------------------------- |
| Турніри Великого шолома (0–0) |
| Турніри WTA Tour (0–0)        |
| Tier I (0–0)                  |
| Tier II (0–0)                 |
| Tier III (0–0)                |
| Tier IV (0–1)                 |
| Tier V (0–0)                  |
| Virginia Slims (0–1)          |

| Титули за покриттям |
| ------------------- |
| Тверде (0–0)        |
| Трава (0–0)         |
| Ґрунт (0–1)         |
| Килим (0–1)         |

| Результат | W/L | Дата | Турнір                         | Покриття  | Партнер          | Опоненти                         | Рахунок  |
| --------- | --- | ---- | ------------------------------ | --------- | ---------------- | -------------------------------- | -------- |
| Поразка   | 0–1 | 1987 | German Open, Західна Німеччина | Ґрунт     | Тіна Шоєр-Ларсен | Клаудія Коде-Кільш Гелена Сукова | 1–6, 2–6 |
| Поразка   | 0–2 | 1988 | Оклагома-Сіті, U.S.            | Килим (i) | Тіна Шоєр-Ларсен | Яна Новотна Катрін Сюїр          | 4–6, 4–6 |

## Виступи в одиночних турнірах Великого шолома
| Турнір                                 | 1982  | 1983  | 1984  | 1985  | 1986  | 1987  | 1988  | 1989  | 1990  | 1991  | 1992  | Career SR |
| -------------------------------------- | ----- | ----- | ----- | ----- | ----- | ----- | ----- | ----- | ----- | ----- | ----- | --------- |
| Відкритий чемпіонат Австралії з тенісу |       |       | 2р    | ЧФ    | NH    | ПФ    | 2р    | ЧФ    |       | 2р    | 2р    | 0 / 7     |
| Відкритий чемпіонат Франції з тенісу   |       | 2р    | 2р    | 2р    | 2р    | 2р    | 1р    | 1р    | 1р    |       | 1р    | 0 / 9     |
| Вімблдонський турнір                   |       | 1р    | 2р    | 1р    | ЧФ    | 2р    | 1р    | ПФ    | 1р    | 2р    | 2р    | 0 / 10    |
| Відкритий чемпіонат США з тенісу       | 1р    |       | 3р    | 2р    | 2р    | 2р    | 1р    | 1р    | 1р    | 2р    | 1р    | 0 / 10    |
| SR                                     | 0 / 1 | 0 / 2 | 0 / 4 | 0 / 4 | 0 / 3 | 0 / 4 | 0 / 4 | 0 / 4 | 0 / 3 | 0 / 3 | 0 / 4 | 0 / 36    |
| Рейтинг на кінець року                 | 131   | 115   | 18    | 13    | 17    | 16    | 42    | 16    | 38    | 46    | 63    |           |

## Фінали ITF

### Одиночний розряд: (3-2)
| Турніри $100,000 |
| Турніри $75,000  |
| Турніри $50,000  |
| Турніри $25,000  |
| Турніри $10,000  |

| Результат | Ранг | Дата             | Турнір                    | Покриття  | Опонент           | Рахунок       |
| Перемога  | 1.   | 3 січня 1983     | Чикаго, США               | Тверде    | Елізабет Екблом   | 1–6, 6–4, 6–3 |
| Поразка   | 2.   | 7 листопада 1983 | Готенбург (Небраска), США | Тверде    | Лена Сандін       | 2–6, 0–6      |
| Поразка   | 3.   | 8 липня 1985     | Ландскруна, Швеція        | Ґрунт     | Кароліна Карлссон | 6–7, 2–6      |
| Перемога  | 4.   | 7 липня 1986     | Бостад, Швеція            | Ґрунт     | Катрін Єкселл     | 6–2, 6–0      |
| Перемога  | 5.   | 11 лютого 1991   | Дандерид (комуна), Швеція | Килим (i) | Ельс Калленс      | 6–4, 4–6, 6–2 |

### Парний розряд: (1-1)
| Результат | No | Дата          | Турнір         | Покриття | Партнер         | Опоненти in the final          | Рахунок       |
| Поразка   | 1. | 11 липня 1983 | Бостад, Швеція | Ґрунт    | Марія Ліндстрем | Габріела Діну Патріція Мурго   | 2–6, 6–4, 4–6 |
| Перемога  | 2. | 7 липня 1986  | Бостад, Швеція | Ґрунт    | Марія Ліндстрем | Крістіна Сінгер Ellen Walliser | 6–3, 6–2      |